# Internet Crime Complaint Center
Het Internet Crime Complaint Center, ook bekend onder de naam IC3, is een Amerikaanse task force die is samengesteld uit de Federal Bureau of Investigation (FBI), het National White Collar Crime Center (NW3C), en het Bureau of Justice Assistance (BJA).

## Doel
Het doel van IC3 is om als centrale hub te fungeren voor klachten en meldingen over computercriminaliteit, dat steeds vaker voorkomt. Hierbij moet een van de partijen, het slachtoffer of de (vermeende) dader, zich in de Verenigde Staten van Amerika bevinden. Het IC3 geeft slachtoffers van computercriminaliteit een handig en eenvoudig te gebruiken mechanisme om computercriminaliteit aan te melden en Amerikaanse autoriteiten worden op de hoogte gebracht van vermeende strafrechtelijke en civielrechtelijke overtredingen op het internet.